# Margareta Bergqvist
Margareta Bergqvist, född 30 juni 1947, en svensk friidrottare (höjdhopp). Hon tävlade för klubben SK Sifhälla. Hon utsågs år 1968 till Stor grabb/tjej nummer 243.